# Grand Prix Formule 1 van Nederland 1983
De Grand Prix Formule 1 van Nederland 1983 werd verreden op 28 augustus op het circuit van Zandvoort. Het was de twaalfde race van het seizoen.

## Galerij

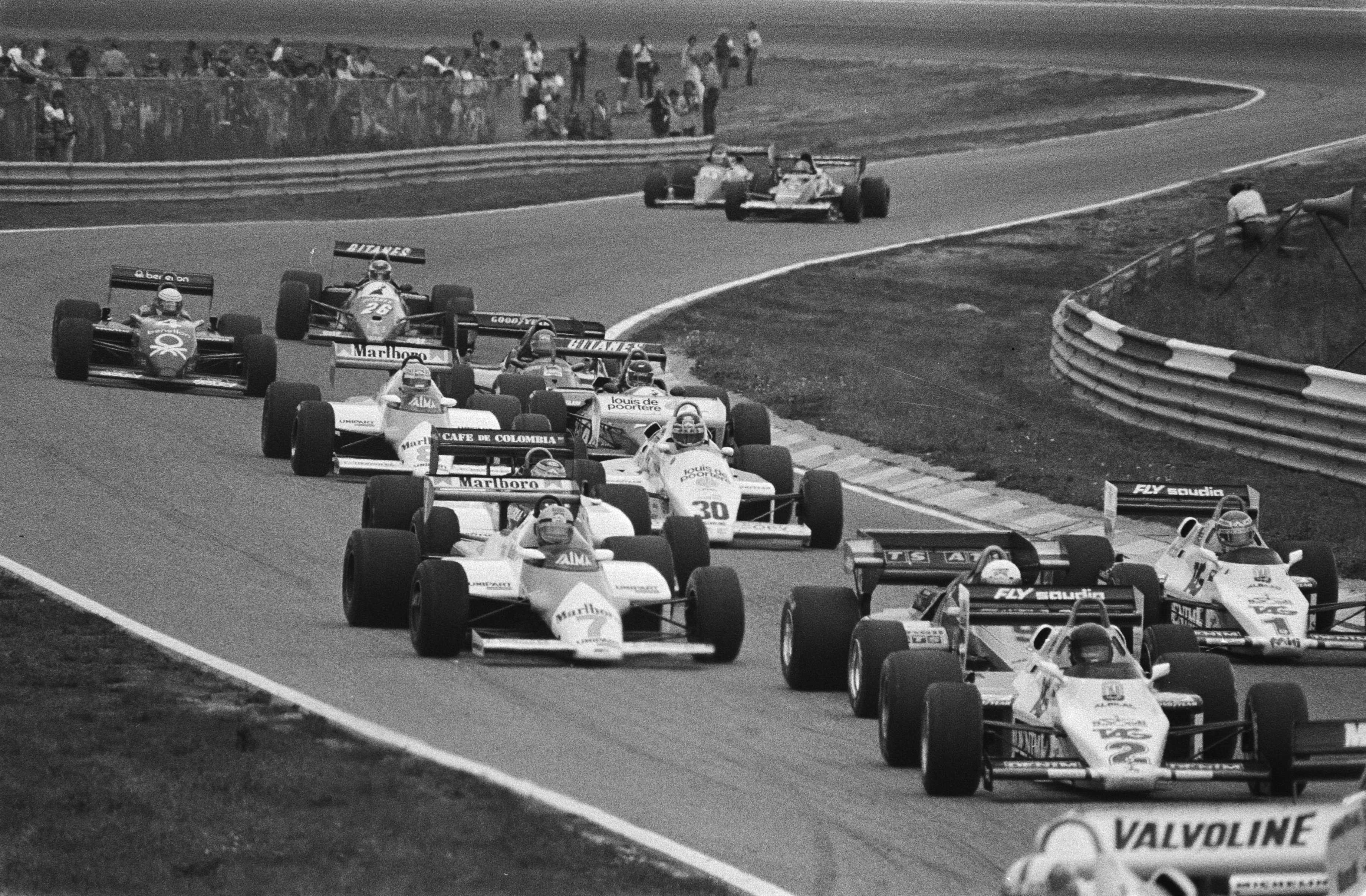
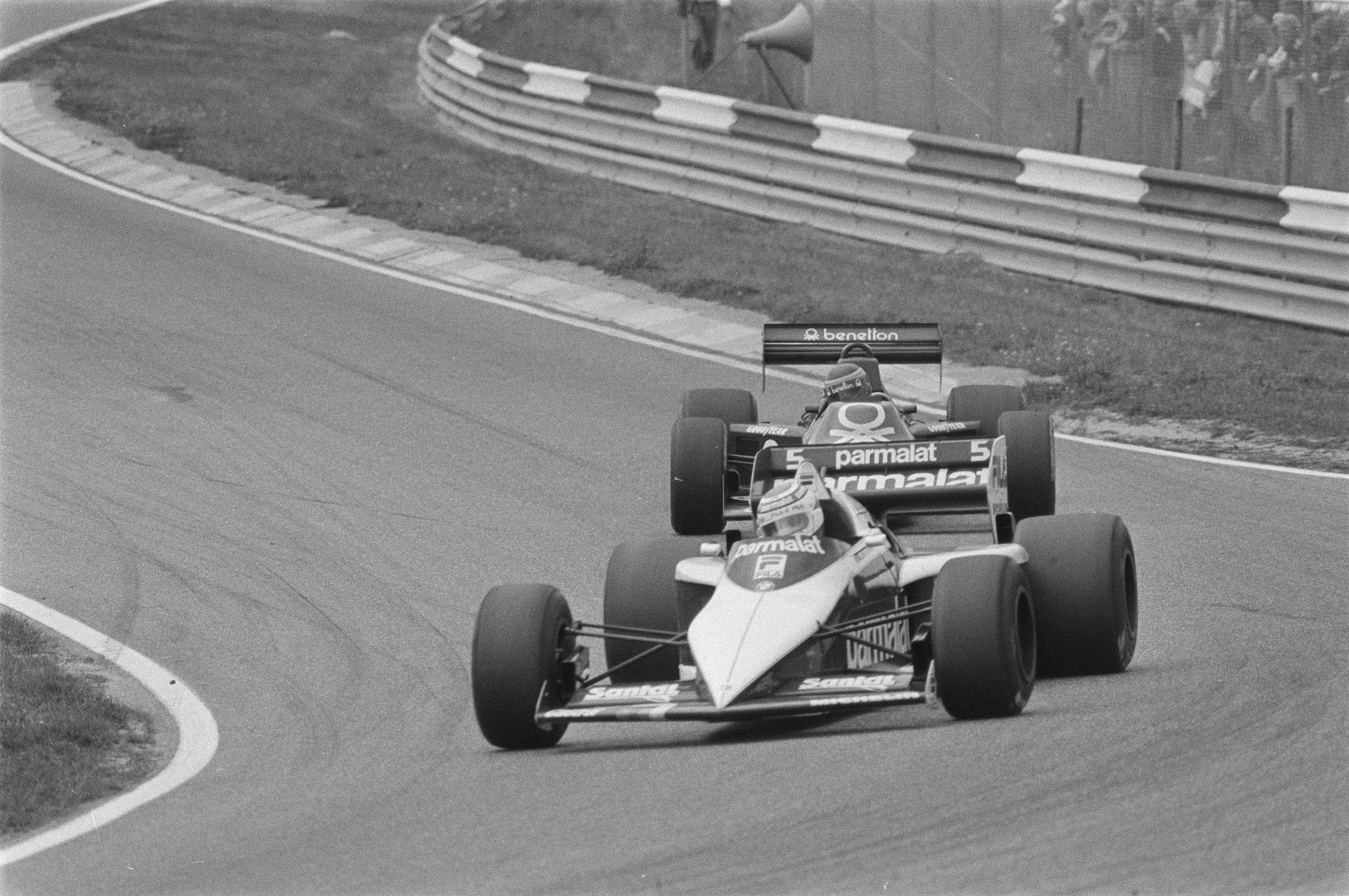
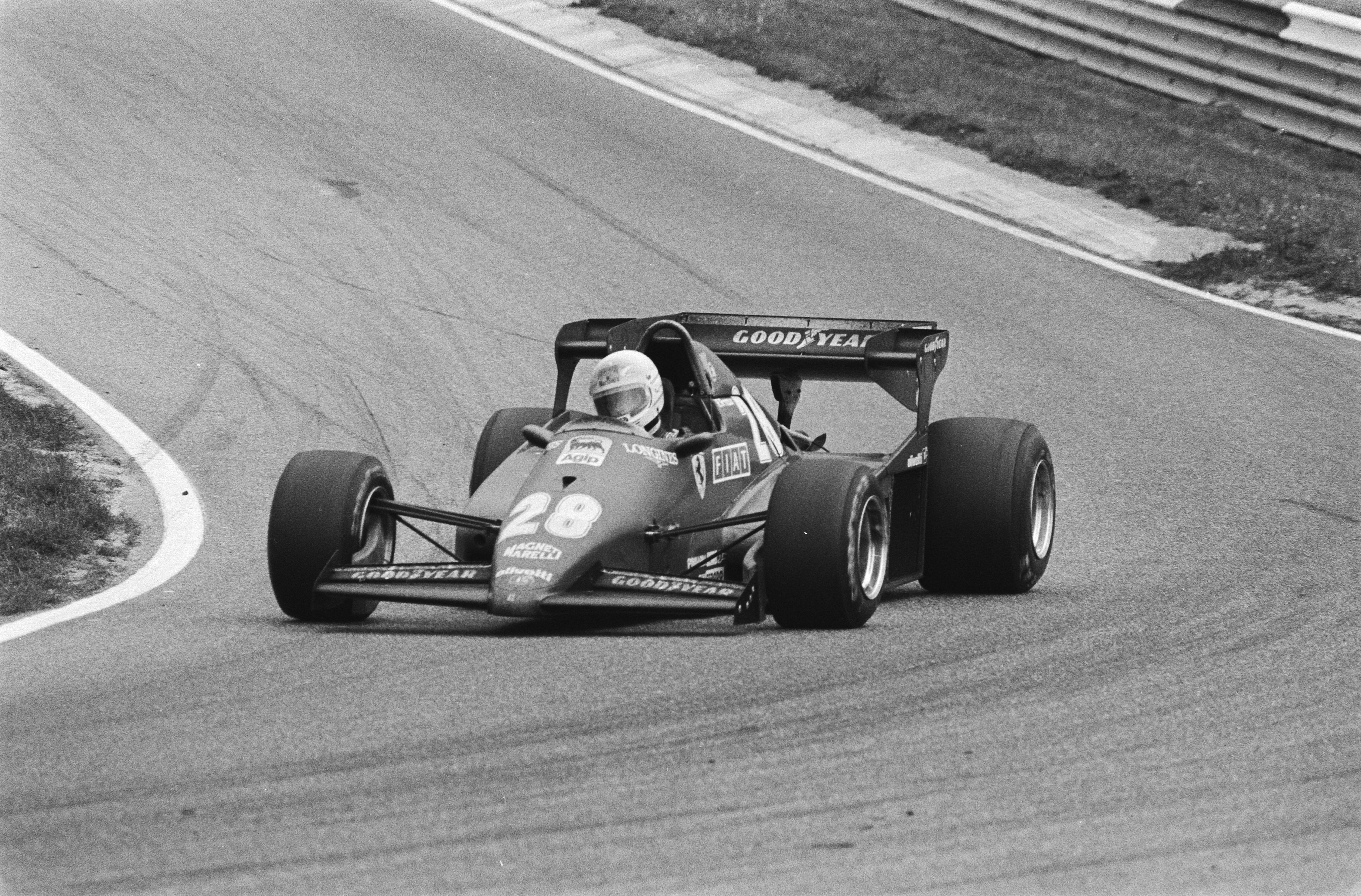

## Uitslag
| Pos. | Nr. | Coureur            | Constructeur      | Rondes | Tijd / Oorzaak uitval | Grid | Punten |
| ---- | --- | ------------------ | ----------------- | ------ | --------------------- | ---- | ------ |
| 1    | 28  | René Arnoux        | Ferrari           | 72     | 1:38:41.950           | 10   | 9      |
| 2    | 27  | Patrick Tambay     | Ferrari           | 72     | + 20.839              | 2    | 6      |
| 3    | 7   | John Watson        | McLaren-Ford      | 72     | + 43.741              | 15   | 4      |
| 4    | 35  | Derek Warwick      | Toleman-Hart      | 72     | + 1:16.839            | 7    | 3      |
| 5    | 23  | Mauro Baldi        | Alfa Romeo        | 72     | + 1:24.292            | 12   | 2      |
| 6    | 3   | Michele Alboreto   | Tyrrell-Ford      | 71     | + 1 Ronde             | 18   | 1      |
| 7    | 40  | Stefan Johansson   | Spirit-Honda      | 70     | + 2 Rondes            | 16   |        |
| 8    | 29  | Marc Surer         | Arrows-Ford       | 70     | + 2 Rondes            | 14   |        |
| 9    | 6   | Riccardo Patrese   | Brabham-BMW       | 70     | + 2 Rondes            | 6    |        |
| 10   | 26  | Raul Boesel        | Ligier-Ford       | 70     | + 2 Rondes            | 24   |        |
| 11   | 31  | Corrado Fabi       | Osella-Alfa Romeo | 68     | Motor                 | 25   |        |
| 12   | 33  | Roberto Guerrero   | Theodore-Ford     | 68     | + 4 Rondes            | 20   |        |
| 13   | 36  | Bruno Giacomelli   | Toleman-Hart      | 68     | Spin                  | 13   |        |
| 14   | 30  | Thierry Boutsen    | Arrows-Ford       | 65     | Motor                 | 21   |        |
| NF   | 1   | Keke Rosberg       | Williams-Ford     | 53     | Ontsteking            | 23   |        |
| NF   | 9   | Manfred Winkelhock | ATS-BMW           | 50     | Gediskwalificeerd     | 9    |        |
| NF   | 5   | Nelson Piquet      | Brabham-BMW       | 41     | Botsing               | 1    |        |
| NF   | 15  | Alain Prost        | Renault           | 41     | Spin                  | 4    |        |
| NF   | 16  | Eddie Cheever      | Renault           | 39     | Elektrisch probleem   | 11   |        |
| NF   | 2   | Jacques Laffite    | Williams-Ford     | 37     | Handling              | 17   |        |
| NF   | 12  | Nigel Mansell      | Lotus-Renault     | 26     | Spin                  | 5    |        |
| NF   | 8   | Niki Lauda         | McLaren-TAG       | 25     | Remmen                | 19   |        |
| NF   | 4   | Danny Sullivan     | Tyrrell-Ford      | 20     | Motor                 | 26   |        |
| NF   | 11  | Elio de Angelis    | Lotus-Renault     | 12     | Elektrisch probleem   | 3    |        |
| NF   | 22  | Andrea de Cesaris  | Alfa Romeo        | 5      | Motor                 | 8    |        |
| NF   | 25  | Jean-Pierre Jarier | Ligier-Ford       | 3      | Ophanging             | 22   |        |
| NQ   | 32  | Piercarlo Ghinzani | Osella-Alfa Romeo |        |                       |      |        |
| NQ   | 34  | Johnny Cecotto     | Theodore-Ford     |        |                       |      |        |
| NQ   | 17  | Kenny Acheson      | RAM-Ford          |        |                       |      |        |

## Statistieken
| Pole-position | Nelson Piquet | Brabham-BMW | 1:15.360 |
| Snelste ronde | René Arnoux   | Ferrari     | 1:19.863 |

## Noot
- Dit was de tiende snelste ronde voor René Arnoux.

1948 · 1949 · 1950 · 1951 · 1952 · 1953 · 1955 · 1958 · 1959 · 1960 · 1961 · 1962 · 1963 · 1964 · 1965 · 1966 · 1967 · 1968 · 1969 · 1970 · 1971 · 1973 · 1974 · 1975 · 1976 · 1977 · 1978 · 1979 · 1980 · 1981 · 1982 · 1983 · 1984 · 1985 · 2020 · 2021 · 2022 · 2023 · 2024 · 2025  · 2026